# Fërgesë de Tirana

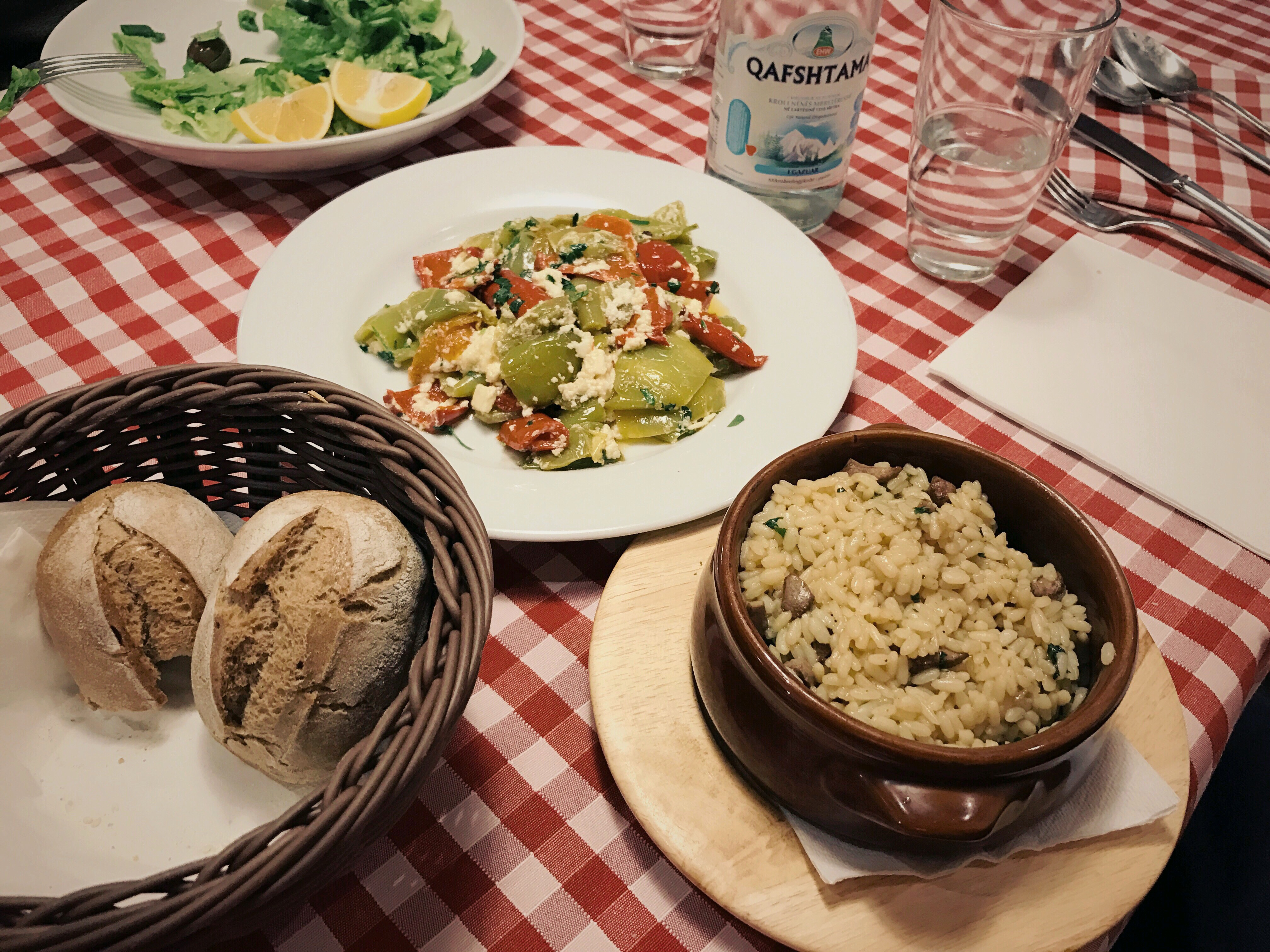
Fërgesë con arroz

El Fërgesë de Tirana es un plato tradicional de la cocina albanesa muy popular en la capital de Albania: Tirana, considerado uno de los platos nacionales de este país. Consiste en un plato caliente elaborado al horno que contiene una mezcla de hígado (generalmente de cordero o de pollo), huevos y queso de leche de oveja aderezado con perejil finamente cortado. Se suele servir caliente como un aperitivo antes de la comida principal.